# Idaea fuliginata
Idaea fuliginata là một loài bướm đêm trong họ Geometridae.